# Чарлз Кемпбелл (яхтсмен)
Чарлз Кемпбелл (англ. Charles Campbell, 14 грудня 1881 — 19 квітня 1948) — британський яхтсмен.
Олімпійський чемпіон 1908 року в класі 8 метрів.